# Гетмејл
Гетмејл (енгл. Getmail) је осмишљен као једноставна, безбедна и поуздана замена за програм Фечмејл. Он узима електронску пошту (било све поруке, било само непрочитане) са једног или више POP3, SPDS или IMAP сервера (са SSL-ом или без њега) за један или више налога и поуздано прослеђује у директоријум за електронску пошту, датотеку за електронску пошту или екстерним процесима за испоруку електронске поште. Гетмејл има и изузетну подршку за доменску сандучад, укључујући испоруку порука различитим корисницима или одредиштима заснованим на рашчлањивању адресе примаоца.